# South Fork Owl Creek (Hot Springs County, Wyoming)
Der South Fork Owl Creek ist der rechte Quellfluss des Owl Creeks, einem linken Nebenfluss des Bighorn Rivers im zentralen Nordwesten des US-Bundesstaates Wyoming. Er hat eine Länge von rund 71 km.

## Verlauf
Der South Fork Owl Creek entspringt an der Südostflanke des County Peak in dem als Washakie Range bekannten südöstlichen Teil der Absaroka Range auf einer Höhe von ca. 3470 m. Er verläuft zunächst in südöstliche Richtung durch ein tief eingeschnittenes Tal unterhalb von Dome Mountain und Washakie Needles und bildet in seinem oberen Verlauf sowohl die Grenze der Wind River Indian Reservation zur Washakie Wilderness des Shoshone National Forest als auch des Hot Springs County zum Fremont County. Im weiteren Verlauf durch die nördlichen Ausläufer der Owl Creek Mountains im Hot Springs County erhält er von links den Rock Creek sowie den Middle Fork Owl Creek und durchfließt das Anchor Reservoir. Der South Fork Owl Creek wendet sich weiter flussabwärts in nordöstliche Richtung, erhält von rechts mit dem Red Creek seinen größten Nebenfluss und bildet nach etwa 71 km durch den Zusammenfluss mit dem North Fork Owl Creek den Owl Creek, der sich über den Bighorn River in den Yellowstone River entwässert.

## Hydrologie
Der South Fork Owl Creek ist als Nebenfluss des Owl Creek Teil des Einzugsgebietes des Bighorn River, der über Yellowstone River, Missouri und Mississippi in den Golf von Mexiko entwässert. Das Einzugsgebiet des South Fork Owl Creek umfasst ein Areal von etwa 400 km² und grenzt an die Einzugsgebiete von Muddy Creek und Fivemile Creek im Süden, East Fork Wind River im Westen sowie Wood River und North Fork Owl Creek im Norden. Der mittlere Abfluss am Pegel Thermopolis beträgt 0,99 m³/s, die größten Abflüsse finden sich in den Monaten Mai und Juni.

## Belege
1. 1 2 3  South Fork Owl Creek (Hot Springs County, Wyoming). In: Geographic Names Information System. United States Geological Survey, United States Department of the Interior (englisch).
2. ↑  USGS 06261500 SOUTH FORK OWL CREEK NR THERMOPOLIS, WY. Abgerufen am 18. April 2025.